# جون بورتون مارتين
جون بورتون مارتين هو سياسي كندي، ولد في 22 يوليو 1867 في ستراثوري كاردوك في كندا، وتوفي في 1921 في كندا بسبب ذات الرئة. حزبياً، نشط في حزب أونتاريو المحافظ التقدمي. وقد انتخب عضو برلمان مقاطعة أونتاريو.